# Gilbert Thomas Morgan
Sir Gilbert Thomas Morgan, OBE (* 20 d'octubre de 1872 a Essendon, Hertfordshire; † 1 de febrer de 1940 a Richmond, Surrey) va ser un químic britànic. Va exercir com a professor a la  Reial Col·legi de Ciència de Dublín, el Technical College Finsbury i a la Universitat de Birmingham, també va ser president des de 1933 fins al 1935 de la Royal Society of Chemistry. Es va dedicar principalment a la diazo, la compostos organometàl·lics i a les reaccions d'alta pressió.

## Premis
Gilbert Thomas Morgan va ser inclòs a la Royal Society el 1915 i el 1936 en va ser nomenat cavaller. També va ser Oficial de l'Ordre de l'Imperi Britànic i doctor honorífic de diverses universitats.